# Georges Keller
Georges Willy Keller (* 2. Februar 1930; † 16. August 2022) war ein Schweizer Physiker, Manager und Rektor einer Fachhochschule. Er verantwortete den Aufbau von Entwicklung und Fabrikation elektronischer Komponenten bei der Firma Brown, Boveri & Cie (BBC, heute ABB), insbesondere von Leistungshalbleitern.

## Leben und Werk
Georges Keller wuchs in Kölliken auf und machte eine Lehre als Konstruktionszeichner bei der Firma Brown Boveri in Baden AG. Anschliessend besuchte er ab 1951 das Technikum Winterthur und erlangte das Diplom als Hochfrequenzingenieur. An der Privatschule Juventus in Zürich bestand er die Eidgenössische Maturitätsprüfung auf dem zweiten Bildungsweg und konnte auf dieser Basis an der ETH Zürich ein Physikstudium absolvieren. Sein Berufseinstieg erfolgte bei der Standard Telephon & Radio AG in Zürich, einer Tochterfirma der amerikanischen ITT Inc. Dort entwickelte er neuartige Fertigungstechniken für elektrische Kondensatoren und lernte US-amerikanische Managementmethoden kennen. Nach dem Wechsel zur Firma BBC in Baden übernahm er dort bereits bestehende Geschäfte zur Fertigung von Elektronenröhren für Hochleistungsanwendungen wie Quecksilberdampfgleichrichter als auch von Betatrons für medizinische Zwecke, welche Rolf Wideröe bei BBC entwickelt hatte. Es bestand auch schon eine Fertigung von Halbleiter-Leistungsdioden in Ennetbaden.
Die unternehmerische Leistung von Keller bestand vor allem in der Übernahme vielversprechender Vorentwicklungen aus dem Konzernforschungszentrum der BBC in Baden-Dättwil in seinen Geschäftsbereich, um damit neue Geschäftstätigkeiten aufzubauen. So erweiterte er das Sortiment von Leistungshalbleitern um verbesserte Thyristoren, welche André Jaecklin und weitere Mitarbeiter im Konzernforschungszentrum erforscht hatten. Dazu wurde in der Industriezone von Birr eine neue Fabrikationsstätte eröffnet. In der Folge wurde für das wachsende Volumen von Leistungshalbleiterprodukten 1977 in Lenzburg eine komplett neue Fabrik errichtet. Später wurde nach konzerninternem Wettbewerb eine nach neuster Technik ebenfalls am Standort Lenzburg in Betrieb genommen.
Eine weitere Forschungstätigkeit in Dättwil führte zu Dauermagneten mit bisher unerreichter Energiedichte. Dazu wurden Verbindungen mit Seltenen Erden, insbesondere Samarium-Cobalt (SmCo) erprobt. Keller beauftragte ein Team in Ennetbaden, diese Magnete dort zu fertigen. Eine später dafür in Lupfig errichtete Fabrik produziert bis heute derartige Dauermagnete unter dem Markennamen RECOMA, nachdem diese Aktivitäten von BBC an eine US-amerikanische Firma verkauft wurden.
Bekanntheit erlangte die Übernahme von Vorarbeiten des Konzernforschungszentrums auf dem Gebiet der Flüssigkristallanzeigen (LCDs) unter der Leitung von Friedrich Karl von Willisen und Mitarbeit von Peter J. Wild, um in diesem Bereich eine europäische Pionierrolle einnehmen zu können. Es handelte sich 1974 um die weltweit erste, ausschliesslich für diesen Zweck in Reinraumtechnik erbaute grössere Fertigungsstätte für Twisted-Nematic-LCDs. Diese Fabrik in Lenzburg wurde zur Würdigung ihres Initiators im Jargon von BBC Georges genannt. Als 1982 bei einem weiteren Ausbauschritt die Pläne von Keller nicht bewilligt wurden, verliess er BBC.
Anschliessend übernahm Keller das Rektorat des Neu-Technikums Buchs (NTB), welches nachher Interstaatliche Hochschule für Technik NTB Buchs genannt wurde. Dort wirkte er bis 1985.
Keller wurde von der Firma Hasler AG in Bern 1985 beauftragt, bei deren Tochterfirma Favag SA in Neuenburg neue Produkte einzuführen, um die bestehenden Fertigungsanlagen besser zu nutzen, was früher bereits Karl Nicklaus versucht hatte. Dazu wurde u. a. die Produktion von Dual In-Line-Gehäusen für Integrierte Schaltungen ausgebaut.
Bei der Firma Saphirwerk Industrieprodukte in Brügg bei Biel war Keller anfänglich als Berater tätig. Diese Firma stellt hochpräzise Keramikkugeln her. Keller übernahm die Firma 1986 und amtete ab 1988 als Verwaltungsratspräsident und Direktor. Neue Produkte wurden entwickelt, so insbesondere künstliche Hüftgelenke aus Keramik. Die Firma wurde 1990 verkauft, und Keller gab die Führung ab.

## Privates Leben
Keller hinterliess seine Ehefrau, zwei Töchter aus erster Ehe und eine Stieftochter.